# Metz-Robert

Metz-Robert este o comună în departamentul Aube din nord-estul Franței. În 1 ianuarie 2022 avea o populație de 55 de locuitori.